# Château de la Solitude d'Auderghem
Pour les articles homonymes, voir Château de la Solitude.
Le château de la Solitude (en néerlandais : Kasteel "La Solitude") est un château de style néo-classique édifié de 1910 à 1912 par l'architecte François Malfait en lisière de la forêt de Soignes à Auderghem pour la princesse Marie Ludmille Rose de Croÿ, née duchesse et princesse d’Arenberg (1870-1953).
Devenue veuve en 1906, la duchesse s’isola dans son château jusqu'à sa mort, y recherchant l’amitié des animaux. Après sa mort, le domaine d’une superficie de 11 ha 27 a 19 ca fut acheté par l’État. Il en fit une école pour enfants de forains. Ensuite, le château a accueilli le Centre Infosida jusqu’en 1995, époque où il fut réquisitionné par les « Compagnons du partage », un groupe de sans abri, une action partant de différentes revendications au droit à un revenu minimum d’insertion auprès des CPAS.  
Il est enfin vendu à une société qui y construit un complexe de bureaux.
Le château fait l'objet d'un classement au titre des monuments historiques depuis le 20 janvier 2000.